# Vinzenz Sultzer
Sr. Vinzenz Sultzer, frz. Vincente Sultzer, (Taufname Catherine Madeleine Sultzer) (* 9. August 1778 in Straßburg; † 26. April 1868 ebenda) war eine französische Ordensschwester und Generaloberin der Barmherzigen Schwestern vom heiligen Vinzenz von Paul in Straßburg. 

## Leben
Catherine Sultzer war das sechste Kind des Straßburger Schlossermeisters Jean Michel Sultzer, und dessen Ehefrau Frau Madeleine (geb. Drouel).
Ihr Vater, der sich politisch engagierte und den radikalen Jakobinern anschloss, wurde während der Französischen Revolution 1795 verhaftet; darauf gelobte Catherine den Ordenseintritt, wenn der Vater zum Glauben zurückfinden sollte, was in der Folge auch geschah. Sie konnte dann jedoch aufgrund familiärer und politischer Gründe erst 1805 in die Gemeinschaft der Barmherzigen Schwestern (siehe Föderation Vinzentinischer Gemeinschaften) in Zabern eintreten, weil sich die Schwestern nur langsam aus den verschiedenen Exilorten zusammenfanden. Sie erkrankte im Noviziat sehr schwer, erholte sich dann jedoch und konnte am 6. Mai 1806 ihre erste Profess ablegen und bekam den Namen Sr. Vincente.
Ein Jahr nachdem sie im Spital von Oberehnheim zur Krankenpflege eingesetzt worden war, übernahm sie 1811 die Aufgabe als Oberin im Straßburger Bürgerspital.
Nachdem das Mutterhaus der Barmherzigen Schwestern von Zabern nach Straßburg verlegt worden war, dort lebte auch der vom Bischof eingesetzte Superior, wurde sie 1813 zur Generaloberin gewählt.
1823 wurde es möglich, dass das erste provisorische Mutterhaus an der Kirche St. Jean bezogen werden konnte. Nach einer weiteren Zwischenlösung an der St. Barbara-Kirche wurde 1851 der Sitz der Gemeinschaft in das neu gebaute Mutterhaus Allerheiligen verlegt. 
Sie entsandte 1823 einige Schwestern nach Zams in Tirol (siehe Barmherzige Schwestern Zams), 1832 nach München (siehe Barmherzige Schwestern vom hl. Vinzenz von Paul (Mutterhaus München)), 1834 nach Fulda (siehe Barmherzige Schwestern vom hl. Vinzenz von Paul (Mutterhaus Fulda)), 1841 nach Paderborn, 1846 nach Freiburg (siehe Orden der Barmherzigen Schwestern vom hl. Vinzenz von Paul Freiburg) und 1852 nach Schwäbisch Gmünd. Diese Gemeinschaften, die heute die Föderation Vinzentinischer Gemeinschaften bilden, breiteten sich von diesen Orten weiter aus.
In ihrer Dienstzeit als Generaloberin kleidete sie rund 1.000 Schwestern ein, die nicht nur in der Krankenpflege, sondern auch in Internaten und Gefängnissen tätig wurden.